# (709) Fringilla
(709) Fringilla – planetoida z pasa głównego asteroid okrążająca Słońce w ciągu 4 lat i 357 dni w średniej odległości 2,91 au. Została odkryta 3 lutego 1911 roku w Landessternwarte Heidelberg-Königstuhl, w Heidelbergu przez Josepha Helffricha. Nazwa planetoidy wywodzi się od łacińskiego słowa Fringillidae, w języku polskim oznaczającego w ornitologii rodzinę łuszczaków. Przed jej nadaniem planetoida nosiła oznaczenie tymczasowe (709) 1911 LK.